# Verbascum wiedemannianum
Verbascum wiedemannianum är en flenörtsväxtart som beskrevs av Fisch. och C. A. Mey.. Verbascum wiedemannianum ingår i släktet kungsljus, och familjen flenörtsväxter. Inga underarter finns listade i Catalogue of Life.